# Bend Or
Bend Or (1877-1904) est un cheval de course pur-sang anglais, champion sur les pistes avant de devenir un étalon extrêmement influent.

## Carrière de courses

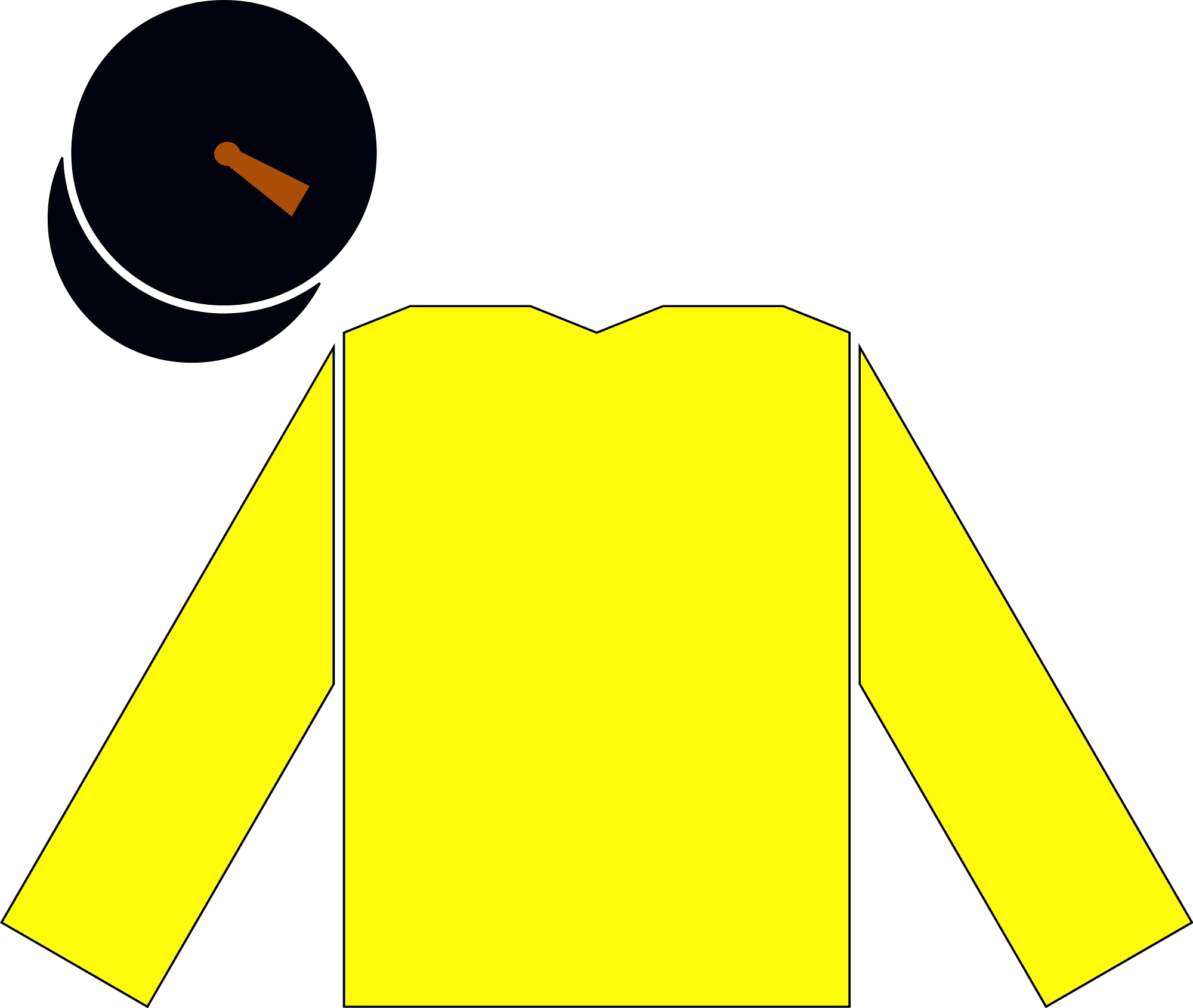
Casaque du Duc de Westminster

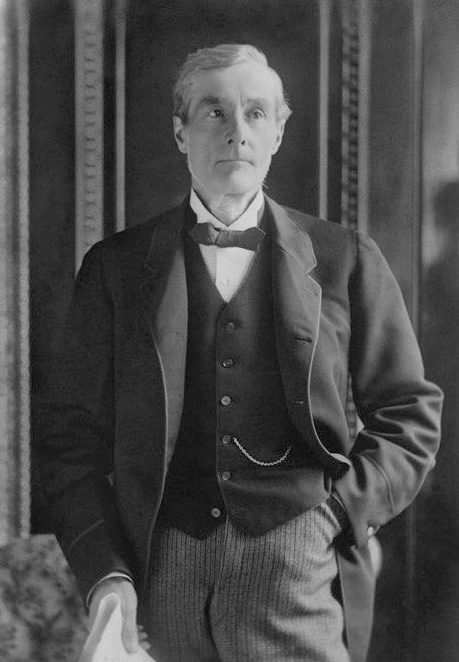
Le Duc de Westminster

Élevé par le Duc de Westminster dans son haras Eaton Stud, Bend Or, qui doit son nom à un terme d'héraldique, commence sa carrière à deux ans, en juillet 1879, par une victoire à Newmarket dans les Chesterfield Stakes. Il ne connaît pas la défaite cette année-là, remportant les cinq courses auxquelles il prend part et s'imposant comme le meilleur poulain de sa génération et le grand favori du Derby à venir. En 1880, il est contraint de faire l'impasse sur les 2000 Guinées à la suite d'une blessure contractée à l'entraînement, et rentre directement dans le Derby. Il s'y impose, mais pour la première fois se découvre un solide rival, Robert The Devil, qui prend l'avantage dans la ligne droite avant que Bend Or fonde sur lui et lui prenne une tête au poteau, in extremis. Trois semaines plus tard, tandis que Robert The Devil s'en va conquérir à Longchamp le Grand Prix de Paris, le poulain portant la casaque jaune du Duc de Westminster conserve son invincibilité dans les St. James's Palace Stakes, encore une fois de justesse, encore une fois d'une tête, devant le dénommé Fernandez. La suprématie de Bend Or est réelle, mais ne tient qu'à un fil.  
Qui va rompre en septembre, coupé par Robert The Devil. Dans le St. Leger, Bend Or s'incline lourdement, terminant lointain cinquième sur un terrain détrempé. Bis repetita deux semaines plus tard dans les Great Foal Stakes, qui ressemble à un remake inversé du Derby, une tête le séparant de Robert The Devil. Celui-ci semble avoir pris définitivement l'ascendant, comme le prouve sa victoire dans les Champion Stakes, tandis que Bend Or, apparemment sur le déclin, est un discret dauphin, à dix longueurs de son bourreau. Mais Bend Or n'a pas dit son dernier mot. La trêve hivernale lui fait le plus grand bien et il revient au printemps 1884 dans de bien meilleures dispositions. Dans le City and Suburban Handicap, il s'impose devant le 3 ans Foxhall. L'heure de la revanche a sonné : Bend Or défie Robert The Devil, victorieux lui aussi pour sa rentrée, dans l'Epsom Gold Cup. Et, pour leur cinquième et ultime confrontation c'est lui qui a le dernier mot, d'une encolure. À l'automne, semblant meilleur que jamais, Bend Or enchaîne avec les Champion Stakes, mais manque ses adieux peu après en terminant cinquième de Foxhall dans les Cambridgeshire Stakes. Ainsi prend fin la carrière de celui que son jockey Fred Archer considérait comme le meilleur cheval qu'il ait jamais monté, lui qui fut le plus grand jockey de son temps (13 titres de champion jockey) et celui du plus fameux fils de Bend Or, Ormonde.      

### Résumé de carrière
| Date         | Hippodrome  | Pays        | Course                     | Distance    | Jockey      | Place       | Écart       | Vainqueur ou deuxième |
| 1879, 2 ans  | 1879, 2 ans | 1879, 2 ans | 1879, 2 ans                | 1879, 2 ans | 1879, 2 ans | 1879, 2 ans | 1879, 2 ans | 1879, 2 ans           |
| ------------ | ----------- | ----------- | -------------------------- | ----------- | ----------- | ----------- | ----------- | --------------------- |
| Juillet      | Newmarket   | Royaume-Uni | Chesterfield Stakes        | 1 000 m     | C. Wood     | 1er / 11    | 1           | Petal                 |
| 29 juillet   | Goodwood    | Royaume-Uni | Richmond Stakes            | 1 200 m     | F. Archer   | 1er / 8     | 3/4         | ―                     |
| Août         | York        | Royaume-Uni | Prince of Wales's Stakes   | 1 000 m     | F. Archer   | 1er / 9     | 1/2         | Brotherhood           |
| Septembre    | Newmarket   | Royaume-Uni | Triennial Produce Stakes   | 1 200 m     | F. Archer   | 1er / 11    | 1           | The Song              |
| Octobre      | Newmarket   | Royaume-Uni | Rous Memorial Stakes       | 1 000 m     | F. Archer   | 1er / 9     | 2           | Cannie Chief          |
| 1880, 3 ans  |             |             |                            |             |             |             |             |                       |
| 26 mai       | Epsom       | Royaume-Uni | The Derby                  | 2 400 m     | F. Archer   | 1er / 19    | tête        | Robert The Devil      |
| Juin         | Ascot       | Royaume-Uni | St. James's Palace Stakes  | 1 600 m     | G. Fordham  | 1er / 5     | tête        | Fernandez             |
| 15 septembre | Doncaster   | Royaume-Uni | St. Leger                  | 2 920 m     | ―           | 5e / 12     | loin        | Robert The Devil      |
| 28 septembre | Newmarket   | Royaume-Uni | Great Foal Stakes          | 2 100 m     | T. Cannnon  | 2e / 7      | tête        | Robert The Devil      |
| 14 octobre   | Newmarket   | Royaume-Uni | Champion Stakes            | 2 000 m     | G. Fordham  | 2e / 4      | 10          | Robert The Devil      |
| 1881, 4 ans  |             |             |                            |             |             |             |             |                       |
| 27 avril     | Epsom       | Royaume-Uni | City and Suburban Handicap | 2 000 m     | ―           | 1er / 24    | 1 ½         | Foxhall               |
| 3 juin       | Epsom       | Royaume-Uni | Epsom Gold Cup             | 2 400 m     | F. Archer   | 1er / 2     | encolure    | Robert The Devil      |
| 13 octobre   | Newmarket   | Royaume-Uni | Champion Stakes            | 2 000 m     | F. Archer   | 1er / 8     | 3/4         | Scobell               |
| 25 octobre   | Newmarket   | Royaume-Uni | Cambridgeshire Stakes      | 1 800 m     | ―           | 5e / 32     | ―           | Foxhall               |

## Au haras
Bend Or entre au haras de son propriétaire, Eaton Stud, pour y devenir étalon. Il saillit relativement peu, jamais plus de quarante juments par an, mais dès sa première saison de monte, il donne Ormonde, considéré comme le plus grand champion du XIXe siècle, invaincu en 16 courses et lauréat de la Triple Couronne britannique en 1886. Il est aussi le père de Ossory (Prince of Wales's Stakes, St. James's Palace Stakes), Orbit (Eclipse Stakes), Lord Bobs (Dewhurst Stakes, July Cup), Rouge Croix (Dewhurst Stakes), Radium (Goodwood Cup, Doncaster Cup) ou encore de Bona Vista, vainqueur des 2000 Guinées en 1892. 
Mais par-delà les performances de ses fils (plus rarement de ses filles), Bend Or a surtout engendré de nombreux reproducteurs très influents, qui ont pérennisé son sang à travers le temps : en lignée mâle, Bend Or est toujours omniprésent dans les pedigree des purs-sang contemporains. Il le doit en partie à Ormonde, à travers la lignée Orme-Flying Fox-Ajax-Teddy. Et en partie à Bona Vista, via son arrière-petit-fils, l'incontournable Phalaris, d'où Pharos, le père de Nearco. En lignée maternelle, Bend Or a également assuré sa pérennité via Doremi, la deuxième mère de Teddy (lequel est donc inbred 5x3 sur Bend Or). Père de mère de Sceptre, Il est également le père de Fairy Gold, mère de Fair Play (membre du Hall of Fame américain, grand étalon et père de l'illustre Man o'War), Friar Rock (Belmont Stakes) et St. Lucre, mère Zariba, jument-base de l'élevage Boussac, mère entre autres de la grande Corrida.  
Sacré deux fois tête de liste des pères de mères en Angleterre et en Irlande (en 1901 et 1902), Bend Or meurt en 1903. 

## Origines
Et si Bend Or était un "imposteur" ? La polémique éclate à l'été 1880 lorsque Charles Brewer, le propriétaire de son rival Robert The Devil, accuse le vainqueur du Derby de ne pas être celui que son entourage prétend qu'il est. D'après les confidences d'un ancien groom au service du Duc de Westminster, Bend Or se nommerait en réalité Tadcaster, qu'il serait le fils non pas de Rouge Rose, mais d'une certaine Clemence, elle aussi saillie par Doncaster en 1876 : les deux yearlings auraient été confondus au paddock. Eaton Stud est alors contraint de rendre public son stud book, où plusieurs erreurs sont constatées. Mais, entre la possibilité d'une erreur et le scénario de vengeance d'un ancien employé, le Jockey Club britannique décide de ne pas donner suite à la réclamation de Brewer et de maintenir le résultat du Derby. Mais le mystère reste entier, et si des analyses récentes tendent à montrer que les deux poulains ont probablement été confondus, elles n'ont pu en apporter la preuve irréfutable. 
Pour l'histoire, Bend Or sera donc bien ce fils de Doncaster et Rouge Rose né en 1877. Doncaster remporta le Derby 1873, la Goodwood Cup 1874 et la Gold Cup 1875 avant que le Duc de Westminster débourse £ 14 000 pour en faire un étalon à Eaton Stud. Il y a honorablement réussi, donnant une lauréate des 1000 Guinées, Farewell, et Sandiway, vainqueur des Coronation Stakes. Mais c'est essentiellement à Bend Or qu'il doit sa renommée. Quant à Rouge Rose, il s'agit d'une sœur de Paradigm, mère de la grande championne Achievement (par Stockwell), lauréate entre autres des July Stakes, des Champagne Stakes, des 1000 Guinées, des Coronation Stakes, du St. Leger et de la Doncaster Cup. Elle intégra Eaton Stud à 10 ans. Elle a remarquablement tracé au haras, outre Bend Or, via ses filles Rose of Lancaster (par Doncaster), mère de Voltoi (1000 Guinées) et deuxième mère de Robert le Diable (City & Suburban Handicap, Doncaster Cup, Duke of York Stakes), Red Rag (par Lord Lyon), mère de Red Ensign (Prince of Wales's Stakes), et Rose of York (par Speculum), mère de la Française Roxelane (Poule d'Essai des Pouliches, Prix de Diane), d'où Roi Herode (dont le père Le Samaritain est un petit-fils d'une certaine Clemence...), père du grand The Tretrarch. Parmi les lointains descendants de Rouge Rose au XXe siècle et au XXIe siècle, on compte Frankel, Harbinger, Le Moss, Levmoss, Love, Mtoto (via Red Rag) ou encore Three Troikas et Snow Fairy (via Rose of York).  

### Pedigree
| Origines de Bend Or (GB), mâle alezan né en 1877 | Origines de Bend Or (GB), mâle alezan né en 1877 | Origines de Bend Or (GB), mâle alezan né en 1877 | Origines de Bend Or (GB), mâle alezan né en 1877 |
| ------------------------------------------------ | ------------------------------------------------ | ------------------------------------------------ | ------------------------------------------------ |
| Père Doncaster 1870                              | Stockwell 1849                                   | The Baron 1842                                   | Birdcatcher                                      |
| Père Doncaster 1870                              | Stockwell 1849                                   | The Baron 1842                                   | Echidna                                          |
| Père Doncaster 1870                              | Stockwell 1849                                   | Pocahontas 1837                                  | Glencoe                                          |
| Père Doncaster 1870                              | Stockwell 1849                                   | Pocahontas 1837                                  | Marpessa                                         |
| Père Doncaster 1870                              | Marigold 1860                                    | Teddington 1848                                  | Orlando                                          |
| Père Doncaster 1870                              | Marigold 1860                                    | Teddington 1848                                  | Miss Twickenham                                  |
| Père Doncaster 1870                              | Marigold 1860                                    | Mère par Ratan 1852                              | Ratan                                            |
| Père Doncaster 1870                              | Marigold 1860                                    | Mère par Ratan 1852                              | Mère par Melbourne                               |
| Mère Rouge Rose 1865                             | Thormanby 1857                                   | Windhound 1847                                   | Pantaloon                                        |
| Mère Rouge Rose 1865                             | Thormanby 1857                                   | Windhound 1847                                   | Phryne                                           |
| Mère Rouge Rose 1865                             | Thormanby 1857                                   | Alice Hawthorn 1838                              | Muley Moloch                                     |
| Mère Rouge Rose 1865                             | Thormanby 1857                                   | Alice Hawthorn 1838                              | Rebecca                                          |
| Mère Rouge Rose 1865                             | Ellen Horne 1844                                 | Red Shank 1833                                   | Sandbeck                                         |
| Mère Rouge Rose 1865                             | Ellen Horne 1844                                 | Red Shank 1833                                   | Johanna                                          |
| Mère Rouge Rose 1865                             | Ellen Horne 1844                                 | Delhi 1838                                       | Plenipotentiary                                  |
| Mère Rouge Rose 1865                             | Ellen Horne 1844                                 | Delhi 1838                                       | Pawn Junior (famille 1-k)                        |